# Grenada ved sommer-OL 2024
Grenada deltog i sommer-OL 2024 i Paris i Frankrig i perioden 26. juli til 11. august 2024.
Udøvere fra Grenada vandt to bronzemedaljer.

## Medaljer
| 2024 Paris | Guld | Sølv | Bronze | Total |
| Grenada    | 0    | 0    | 2      | 2     |

### Medaljevinderne
| Grenada under sommer-OL 2024 i Paris | Grenada under sommer-OL 2024 i Paris | Grenada under sommer-OL 2024 i Paris | Grenada under sommer-OL 2024 i Paris | Grenada under sommer-OL 2024 i Paris |
| Medalje                              | Navn                                 | Sport                                | Event                                | Dato                                 |
| ------------------------------------ | ------------------------------------ | ------------------------------------ | ------------------------------------ | ------------------------------------ |
| Bronze                               | Lindon Victor                        | Atletik                              | Mændenes tikamp                      | 3. august                            |
| Bronze                               | Anderson Peters                      | Atletik                              | Mændenes spydskast                   | 8. august                            |

## Eksterne  henvisninger
- Profilside på olympics.com